# Familien på Borgan
Familien på Borgan är en norsk dramafilm från 1939 i regi av Helge Lunde. I rollerna ses bland andra Victor Bernau, Harald Steen och Joachim Holst-Jensen.

## Handling
Filmen utspelar sig på godset Borgan. Godsägaren är ogift, men har under många år haft ett förhållande med fru Berg. Hon har en dotter och det godsägaren som är hennes far. Resten av bygden tror dock att herr Berg är fadern. I närmaste samhälle bor godsägarens bror, grosshandlare Borgan. Hans fru och två döttrar lever sina liv i sus och dus, vilket tär på familjens ekonomi. Fadern hamnar ofta i bråk med kvinnorna i familjen och den enda som försvarar honom är sonen Knut. Knut går på lantbruksskola och vill bli bonde. Han är i hemlighet förlovad med Bergs dotter Anne. Under ett lov berättar hon för godsägaren att broderns fru och två döttrar vill se honom död för att på så sätt få ut arvet. Godsägaren beslutar sig för att gifta sig med fru Berg och samtidigt erkänna faderskapet. Han vill dock göra detta i närvaro av fru Borgan och hennes döttrar. För att få dem att komma till godset meddelar han dem att han är dödssjuk. De glada arvingarna anländer, men möts av den sorgliga nyheten att det inte blir något arv. Knut gift sig med Anne och godsägaren med fru Berg.

## Rollista
- Victor Bernau – Halvor Berg
- Harald Steen – Borgan, grosshandlare
- Joachim Holst-Jensen	– Cohn, advokat
- Lillemor von Hanno – Marie Berg
- Georg Løkkeberg – Knut Borgan
- Wenche Klouman – Anne, Bergs dotter
- Thomas Thomassen – Borgan, grosshandlare
- Eva Steen – grosshandlarens fru
- Astri Steiwer – Lillemor Borgan
- Vivi Schøyen – Åse Borgan
- Per Schrøder-Nilsen – Victor Faber
- Alfred Solaas – Erik Nelson
- Pehr Qværnstrøm – Ola Bråten
- Turid Haaland – Gurine Plassen
- Alf Sommer – Nils Moen
- Berit Alten – en kvinna
- Henny Skjønberg – en kvinna
- Einar Vaage – en snickare

## Om filmen
Familien på Borgan var Helge Lundes tredje långfilmsregi efter Sangen om Rondane (1934) och Norge for folket (1936). Filmen producerades av Norsk Lydfilm A/S och spelades in efter ett manus av Lunde. Den fotades av Adrian Bjurman och Reidar Lund och klipptes av Lund. Premiären ägde rum den 31 januari 1939 i Norge. Musiken komponerades av Jolly Kramer-Johansen.